# Mühlenberg-Kaserne
Die Mühlenberg-Kaserne war eine Kaserne im Norden der Gemeinde Sögel, Landkreis Emsland. Sie wurde im Jahr 1963 errichtet. Von 1963 bis zum 31. Dezember 1996 waren dort Soldaten der 552nd US Army Artillery Group sowie des Betriebsstoffdepots 61 der Luftwaffe untergebracht.